# Trident (распоређивачка машина)
Trident (такође познат као MSHTML - скраћеница настала комбинацијом речи Microsoft и HTML ) је распоређивачка машина (енгл. layout engine), негде се користи и превод машина за рендеровање, у власништву Windows-а, верзија за Internet Explorer развијена од стране Microsoft-а.
Први пут је уведен верзијом Internet Explorer version 4.0 у октобру 1997. године, стално је унапређиван и остао је у употреби и данас. За верзије 7 и 8 Internet Explorer-а, Microsoft је направио значајне промене у изгледу распоређивачке машине Trident да би побољшао усклађеност са веб стандардима и додао подршку за нове технологије. Од тада, Microsoft намерава да га усклади са многим савременим веб стандардима, и такође да значајно ажурира машину да буде конкурентна и модерна у односу на постојеће распоређивачке машине.
У наредном Windows 10 Microsoft Edge прегледачу веба, Trident је замењен својим форком названим EdgeHTML.

## Коришћење у развоју софтвера
Trident је дизајниран као софтверска компонента која програмерима омогућава да лако додају веб прегледачке функционалности сопственим апликацијама. То представља COM интерфејс (Component Object Model - комуникациони модел) за приступ и обраду веб страница у било ком COM подржаном окружењу, као што је C++ и .NET. На пример, контрола веб прегледача може бити додата у C++ програм и Trident се тада може користити да приступи страници која се тренутно приказује у прегледачу и преузме вредности објекта. Догађаји из контроле веб прегледача могу такође бити снимљени. Функционалност Trident-а постаје доступна повезивањем фајла mshtml.dll са софтверским пројектом.

## Досадашње верзије
| Trident верзија | MSHTML.dll верзија | Internet Explorer верзија | Internet Explorer Mobile верзија | Белешке |
| --------------- | ------------------ | ------------------------- | -------------------------------- | --- |
| Број верзије    | 4.0.x              | 4.0                       | Н/Д                              | Иницијална верзија. |
| Број верзије    | 5.0.x              | 5.0                       | Н/Д                              | Унапређена CSS 1 подршка и далекосежне промене у CSS 2 рендеровању. |
| Број верзије    | 5.5.x              | 5.5                       | Н/Д                              | Исправљени проблеми са CSS управљањем. |
| Број верзије    | 6.0.x              | 6.0                       | Н/Д                              | Исправљен бокс модел и додат квирк мод са DTD комутацијом. |
| Број верзије    | 7.0.x              | 7.0                       | Н/Д                              | Поправљени многи CSS проблеми са рендеровањем и додата парцијална PNG алфа подршка. |
| Број верзије    | Н/Д                | Н/Д                       | 6.0                              | IEMobile 6 комбинује многе могућности IE 6, 7, и 8. |
| 3.1             | 7.0                | Н/Д                       | 7.0                              | Други порт на мобилном систему Trident. IE Mobile верзија за Windows Phone 7. |
| 4.0             | 8.0.x              | 8.0                       | Н/Д                              | Прва верзија која пролази Acid 2 тест. Додата потпуна подршка за CSS 2.1. |
| 5.0             | 9.0.x              | 9.0                       | 9.0                              | Додата подршка за SVG, XHTML, HTML5, и CSS 3. Додата нова хардверски убрзана JScript машина названа Chakra. Постиже 100/100 на Acid 3 тесту. Укључен у IE 9 Mobile на Windows Phone 7.5 "Mango". |
| 6.0             | 10.0.x             | 10.0                      | 10.0                             | Још подршке за CSS 3, HTML5 и ES5. Укључен у Windows Phone 8. |
| 7.0             | 11.0.x             | 11.0                      | 11.0                             | Подршка за WebGL и SPDY. Унапређена подршка за HTML5. Унапређење брзине. Укључен у Windows Phone 8.1.                                                                                            |

## Коришћење Trident-а
Поред тога што све верзије Internet Explorer-а за Windows, од верзије 4.0 па надаље, користе Trident, њега користе и други прегледачи веба као и различите софтверске компоненте (Internet Explorer shell). У оперативним системима Windows 98, Windows Me и Windows 2000, Trident се такође користи у оквиру фајл менаџера. Програми за додавање и брисање програма у оквиру Windows-а 2000 користе Trident за рендеровање листе инсталираних програма, а у оквиру Windows XP-а се користи за Control Panel корисникових налога што је HTML апликација. Међутим, Internet Explorer за Mac (Apple-ове Macintosh рачунаре) није користио Trident (он је користио Tasman почевши од верзије 5.0), а нису га користиле ни последње верзије Internet Explorer-а за мобилне телефоне (Мобилни браузери).
Још неке апликације које су базиране на Trident-у су:
- AOL Explorer, прегледач веба
- AOL Instant Messenger 6.x, који користи Trident за рендеровање конверзација и прозора профила, као и рекламних панела
- Avant Browser
- Bento Browser (уграђен у Winamp)
- EA Link, некомпатибилан са Trident-ом од појаве Internet Explorer-а 7 RC2
- Google Talk, који користи Trident за рендеровање прозора за чет и профилних картица
- GreenBrowser, који је такође презентован на страници BrowserChoice.eu
- IE Tab, додатак за Firefox и Google Chrome који се користи за рендеровање страница Trident-ом унутар корисничког интерфејса
- Impulse (достављач садржаја), користи Trident за рендеровање странице за претрагу, као и неколико “друштвених” (Community) страница
- KioWare Kiosk користи Trident за рендеровање веб садржаја
- LimeWire, који рендерује страницу 'New@Lime'
- Lunascape, развијен од стране корпорације Lunascape
- Maxthon, који користи Trident док додаје садржаје који нису уграђени у Internet Explorer 7
- MediaBrowser, прилагођени прегледачи веба, посебно за Nintendo
- MenuBox, прегледач веба
- Microsoft Compiled HTML Help
- Microsoft Encarta
- Microsoft InfoPath
- Microsoft Outlook који користи Trident за рендеровање HTML порука и “Outlook Today” екрана
- Microsoft Outlook Express, који користи Trident за рендеровање HTML порука
- Microsoft Visual InterDev 6 користи Trident у оквиру мода за едитовање као HTML дизајнера
- Microsoft Visual Studio 2002-2005 користи Trident у оквиру мода за едитовање да би омогућио ASP.NET/HTML дизајнера
- Microsoft Visual Studio и Visual Basic користе Trident за рендеровање контрола веб прегледача
- MSN Messenger, га користи да би омогућио Flash игрице и за све рекламе приказане у оквиру рекламног простора
- NeoPlanet, веб прегледач
- NetCaptor, веб прегледач
- Netscape Browser (Netscape 8), користи Trident за рендеровање веб страница у IE моду
- Pyjamas, убацује IWebBrowser2 као Active-X компоненту и приступа COM интерфејсу па користи Trident за десктоп верзије кроз pyton win32 библиотеку.
- Phoenix Browser, лагани прегледач веба
- RealNetworks
- SiteKiosk, прегледач веба
- Sleipnir, прегледач веба
- SlimBrowser, прегледач веба
- Skype, софтвер за VoIP који Trident-ом рендерује HTML податке
- TomeRaider, читач електронских књига
- Tencent Traveler, прегледач веба
- ThreeTeeth Browser, лагани прегледач веба
- UltraBrowser, прегледач веба
- Valve-ов Steam клијент, чије су раније верзије користиле Trident за рендеровање "Store", "Update News" и "Community" секција као и Steam in-game прегледача и MOTD екрана у Valve играма. Steam клијент је унапређен да користи WebKit уместо Trident-а за наведене карактеристике.
- WebbIE, прегледач веба
- Windows Live Writer, који користи Trident као едитор
- Windows Media Player, који користи Trident за рендеровање "Media Information" страница
- 360 Secure Browser, прегледач веба који се користи у Кини

## Усклађеност са стандардима
Текуће верзије Trident-а, почев од Internet Explorer-а 9 подржавају CSS 3, HTML5, и SVG, као и остале модерне веб стандарде. Усклађеност са веб стандардима постепено је унапређивана развојем Trident-а. Иако је свака верзија IE-а унапређивала подржавање стандарда, укључујући представљање "мода усклађености са стандардима" у оквиру Internet Explorer-а 6, кључни стандарди неопходни за изградњу веб страница (HTML и CSS) понекад би били имплементирани у непотпуном облику. На пример, није било подршке за елемент  који је део HTML 4.01 стандарда пре појављивања врзије IE 8. Тако су и неки CSS атрибути недостајали у имплементацији Trident-а, као што је min-height, од верзије IE 6. Почев од верзије Internet Explorer 8 CSS 2.1 постаје у потпуности подржан као и неки CSS 3.0 атрибути. Овакав недостатак усклађености са стандардима може да узрокује багове у рендеровању и мањак подршке за модерне веб технологије, што често повећава време потребно за развој веб страна. И даље постоје разлике у рендеровању HTML-а које су последица различите усклађености распоређивачких машина прегледача веба са стандардима које још увек нису у потпуности разрешене.

## Microsoft-ове алтернативе
Осим Trident-а, Microsoft поседује и користи неколико других распоређивачких машина. Једна од њих, позната као Tasman, коришћена је за верзију Internet Explorer 5 предвиђену за Mac-ове. Развој Internet Explorer-а за Mac-ове прекинут је око 2003. године, али је развој самог Tasman-а настављен до лимитиране серије и касније је укључен у пакет Office 2004 за Mac-ове. Office за Mac-ове 2011 користи WebKit распоређивачку машину као доступни извор. Microsoft-ов сада већ угашени производ веб дизајна, Expression Web, као и Visual Studio 2008 и његове касније верзије не користе Internet Explorer-ов Trident, већ радије неку другу распоређивачку машину.
Године 2014. Trident је форкован и настала је нова распоређивачка машина, интерно позната као EdgeHTML предвиђена за оперативни систем Windows 10. Поменута нова машина је "дизајнирана за интероперабилност са модерним вебом" и она отклања велики број завештанх компоненти и понашања карактеристичних за текуће верзије Trident-а, укључујући модове докумената, чиме обезбеђује да се чист, са стандардом усклађен HTML код рендерује у веб прегледачима на предвиђен начин, без потребе за специјалним разматрањем веб развојних програмера. Ово је резултирало настанком потпуно новог веб прегледача названог Microsoft Edge, који наслеђује Internet Explorer у улози прегледач веба за Windows и базе Microsoft-ових веб сервиса.